# 千原ジュニア
千原 ジュニア（ちはら ジュニア、1974年〈昭和49年〉3月30日 - ）は、日本のお笑いタレント、司会者、俳優、俳人、YouTuber、アーティスト。吉本興業所属。お笑いコンビ千原兄弟のボケを担当。相方は実兄の千原せいじ。本名および旧芸名は千原 浩史（ちはら こうじ）。京都府福知山市出身。

## 略歴
1974年、生誕。兄（せいじ）と妹がいる次男として誕生。京都共栄学園中学校卒業。京都共栄学園高等学校中退。大阪NSC8期生であるが、卒業には至っていない（卒業経歴がない）。
1990年、千原兄弟として活動開始。
1995年、急性肝炎で倒れて病院に運ばれ、一命はとりとめたが一時は意識不明となる。
2001年、オートバイ事故を起こし、前頭骨骨折、鼻骨骨折、下顎骨骨折、頬骨骨折、上顎骨骨折、眼窩底骨骨折、眼窩内壁骨折などの重傷を負って再び意識不明に陥る。事故が起こった経緯は「停車していたタクシーがウインカーを出さずにぱっと出てきた。それを避けたら、歩道と車道の間に等間隔に立ってる石の柱に顔面からグシャ」と語っている。後に、この事故の際に表舞台に立つことを諦め作家になろうとしていたことや、事故後に整形により顔を調整したのが高須クリニックの高須克弥であることを明かしている。事故の後遺症で涙腺が狭窄してしまい、鼻水が涙として出ることがあったが、これは2014年8月に手術を受け克服している。なお、足に入っていたチタンは骨の治癒により摘出している。
2022年3月、1年半前に発症した特発性大腿骨頭壊死症の治療のため、人工股関節を入れる手術を受けることを明らかにした。約1週間の入院を経て、手術から8日目にはまだ杖を使ってはいるものの現場復帰している。

## 人物

### 生い立ち
小学校時代は周りの友人と悪行をしていたことから、ある日友人の家へいつものように遊びの誘いに行くと、中から親が出てきて「息子はいない」と言われ、帰り際に家の中から親の「千原くんと遊んだらあかん」という声が聞こえてきたというエピソードがある。
中学時代は進学校のため、1つの授業につき教室の前後に2人の教員が付いており、周りの人は大学に向けて猛勉強をしている学校の空気になじめず、登校拒否や引きこもりに陥って孤立する。ある日、学校に行った後「もうこんなところにいても自分は何も得ることができない!」と思い、帰り道で橋から川に制服を投げ捨て、それ以来学校に行く事は無かった。
後に4歳年上の実兄・せいじ（千原兄弟）に誘われて芸人の道に進む。NSCへ出向いたジュニアは、せいじに「明後日までにネタつくってこい」と言われ、言いつけどおりにネタをつくり上げた。そのネタで生徒を前に爆笑をとり、「俺にはこれしかない、この世界で闘っていくんや」と決意し、高校を2か月で中退した。NSC時代について、「授業はつまらなかったが、同期の原西孝幸（FUJIWARA）が面白くて、彼を見たさに通っていた」と語っている。チャンス大城とは年齢がほぼ同い年であったためすぐに仲良くなった。
大阪での若手時代はいつも鋭い目つきで、「飲み会の席でも大喜利を始める」「東京への対抗意識から加藤浩次（極楽とんぼ）に喧嘩を売る」といったお笑いにストイックで強気な言動が目立つなどきわめて尖っていたことから「ジャックナイフ」と呼ばれていた。しかし上述の事故以降、性格が丸くなったことから「バターナイフ」と呼ばれるようになってしまった。ちなみに兄のせいじは「基本、まじめ」とジュニアを評している。

### 芸名の由来
芸人としてデビュー後、暫くは本名で活動していたが、2005年に現在の芸名である「千原ジュニア」へ改名。この「ジュニア」という芸名は、漫画『キャプテン』に登場するキャラクター・イガラシ（五十嵐）の弟・慎二が作中でチームメイトから「ジュニア」と呼ばれており、それと同じように当時兄のせいじが務めていたアルバイト先の店長から「ジュニア」と呼ばれていた事が由来となっている。よって改名以前からバイト仲間・芸人仲間からは「ジュニア」でとおっていた。

### 嗜好
上述の事故後は全くオートバイに乗っていなかったが、11年経った2012年にカワサキ・Z1を購入したことで再びバイクに乗り始めた。
愛車は日産・セドリック(330型)のハードトップモデル であったが2020年9月に同車を手放し、新たにプリンス・グロリア(S40型)を購入。その他にもフィアット・500(1971年型)、フォード・エコノライン(1965年型)、フィアット・600ムルティプラなどの旧車を多数所有している。子供の送り迎えに車が必要だが、旧車は一切運転したくないという妻の要望もあり、トヨタ・ヴォクシーを2025年に新車で購入した。
かつては赤パンツを愛用し、毎年年末に『巣鴨のマルジ』で翌年分の赤パンツ20枚を購入するほどだったが、2022年2月の時点で既に赤パンツは全て処分し、現在は赤ふんどしを愛用している。日本ふんどし協会は、ジュニアの影響力でふんどし愛用者が増えているとして、2023年2月に「ベストフンドシストアワード2022」の大賞を贈っている。
好きな番組は『渡辺篤史の建もの探訪』。
2018年の「家好き芸人集合スペシャル」に登場したほか、2022年の新春スペシャルでは「渡辺篤史と千原ジュニアの建もの探訪デラックス」として放送した。
ボクシングが好きであり、プライベートではラスベガスへ1人で観戦に行くほどである。また、自身もジムへ通っている。
金がなかった頃に、裁判の傍聴を趣味としていた時期があり、デートスポットとしても利用していた。また『裁判長!ここは懲役4年でどうすか』漫画版の文庫本第4巻に作画の松橋犬輔との対談が掲載され、後にジュニアが体験した傍聴を元にしたエピソードに傍聴者として漫画内にも登場した。
オフには頻繁に宮古島を訪ねており、婚姻届も新婚旅行中に宮古島市役所で提出したほどである。2016年には「宮古島観光大使」に就任したが、大使の仕事は「ただただ遊びに来て、それをテレビでいろいろしゃべる」ことだという。
気象アプリとしてウェザーニューズのアプリを愛用している。2024年6月にBSよしもと『ジュニア、伺う』の取材で同社本社スタジオを訪れ急遽ウェザーニュースLiVEに出演することになった際は、そのヘビーユーザーっぷりを語り尽くしたほか「どの番組に出るよりも嬉しい、徹子の部屋より嬉しい」と語り、山岸愛梨・山口剛央といったレギュラー出演者を感動させた。
2023年に自らMCを務める番組で愛知県南知多町の篠島を知り、プライベートでも訪れるようになる。この様子を自身のYouTubeチャンネルで発信したことがきっかけとなり、2024年7月13日に篠島の魅力を発信する篠島観光大使に就任している。

### 家族
幼少期は祖母に育てられ、ジュニアが周囲におかしい子と言われていたのを祖母だけが肯定し、「お前はおかしくない。周りがおかしいんや」とジュニアを庇っていた。
引きこもっていた14歳当時、祖母に誘われ二人で兼六園へ旅行へ出かける。二人ベンチに座ってると一羽の鳥が舞い降りてきて、てくてく歩いている姿を見た祖母が、「鳥もずっと飛んでいるから、たまには歩きたいんやね」と呟き、千原は祖母の何気ない言葉に感銘を受ける。
兄弟にはせいじの他に妹が1人いる。
青木さやかとは親戚。
2015年9月28日、北海道出身の一般人女性と結婚。自身の妻からは「ぴーちゃん」と呼ばれている。
2017年12月、第1子男児が誕生。2021年7月、第2子誕生を報告。ちなみに長男が誕生して間もないころに「もしお笑い芸人になりたかったら、兄であるせいじの息子とお笑いコンビを組ませたい」と言ったこともある。

### 交友関係
- 松本人志
- 浜田雅功
- 今田耕司
- 板尾創路
- 木村祐一
- 三又又三
- チャンス大城
- FUJIWARA・藤本敏史
- 宮川大輔
- 桂三度
- 水玉れっぷう隊
- ケンドーコバヤシ
- 陣内智則
- サバンナ・高橋茂雄
- 野性爆弾
- スピードワゴン
- タケト
- TKO・木下隆行
- ピース・綾部祐二
- バッドボーイズ・佐田正樹
- 山本吉貴
- パタパタママ・下畑博史
- ツーナッカン・中本幸一
- てつみち
- バイきんぐ・小峠英二
- ロッチ・中岡創一
- ラランド・ニシダ
- 三日月マンハッタン・仲嶺など

芸人以外にも、大先輩の浅丘ルリ子や吉幾三などに可愛がられている。

### 『プレバト!!』関連
2025年4月現在、俳句・生け花・消しゴムはんこ・絵手紙・丸シールアート・手形足形アート・一筆書きアートの7部門で特待生に認定されている。
・消しゴムはんこ：2019年10月31日放送の「プレバト!!」の名人・特待生限定の「消しゴムはんこ頂上決戦」において、初優勝を果たした。2024年2月8日放送分の消しゴムはんこ査定において、名人10段に昇格した。
・俳句：2020年11月12日に放送された名人・特待生限定の俳句タイトル戦において、予選・敗者復活戦からの初優勝を果たした。
2022年5月26日放送分の俳句査定において、お題「待て」で名人10段に到達した。2023年1月19日放送分の俳句査定において、お題「おでん」で番組史上4人目の永世名人に昇格した。2023年1月26日「47都道府県 ふるさと戦」京都編で、自身の詠んだ「初蝶の止る擬宝珠の刀傷」が1位を獲得し、京都のポスターに掲載されることになった。2024年7月4日には永世名人として史上初の10連続掲載決定を成し遂げた。2025年冬麗戦で2度目の優勝を果たした。

## 出演

### テレビバラエティ

#### レギュラー番組
現在のレギュラー
- にけつッ!!（2008年10月7日 - 、読売テレビ）- MC
- 千原ジュニアの座王（2017年10月28日 - 、関西テレビ）- 座王主宰
- 千原ジュニアのヘベレケ（2021年5月1日 - 、東海テレビ）- MC
- ジュニア、伺う （2022年3月22日 - 、BSよしもと）
- 千原ジュニアの愛知あたりまえワールド☆〜あなたの街に新仰天!〜（2022年10月15日 - 、テレビ愛知）- MC
- 何を隠そう…ソレが!（2024年4月24日 - 、テレビ東京）- 語り手代表

準レギュラー
- ネプリーグ (2007年12月3日-、31回出演)

- プレバト!!（不定期、毎日放送） - 俳句・永世名人[47]、消しゴムはんこ・名人10段など
- 林先生が驚く初耳学! → 日曜日の初耳学（2015年4月12日 - 、毎日放送）
- ネタパレ（2017年4月21日 - 、フジテレビ）- 常連客[48]
- 世界くらべてみたら（2017年10月19日 - 、TBS）

過去のレギュラー
- サイボーグ魂（2002年10月1日 - 2003年3月25日、TBSテレビ）
- 千原ジュニアの大喜利塾「題と解」（2005年 - 、casTYひかり荘） - 隔週木曜22時 - 24時頃
- 着信御礼!ケータイ大喜利（2005年1月 - 2017年4月、NHK総合テレビ）
- 〜本人発信バラエティ〜 てっぺん!「クイズマジシャン」（2005年4月 - 11月、ヨシモトファンダンゴTV）- 水曜メインMC
- ジュニアのススメ（2006年3月 - 、EXエンタテイメント）
- 千原ジュニアのシャインになりたい（2007年10月 - 、東京MXテレビ）
- デジタルの根性（2007年10月 - 、日本テレビ）
- でじたるのバカ2（2006年10月 - 2007年9月、日本テレビ）
- 音燃え!（2007年10月 - 2008年9月、日本テレビ）
- 森田一義アワー 笑っていいとも!（2008年4月 - 2014年3月、フジテレビ）-水曜→木曜→水曜→月曜レギュラー
  - 笑っていいとも!増刊号（2008年4月 - 2014年3月、フジテレビ）
- ジュニアのテレビ番組（2008年7月 - 、フジテレビ721）
- アナCAN（2008年10月24日 - 2009年3月、TBSテレビ）
- 人志松本の○○な話（2009年4月14日 - 2012年3月23日、フジテレビ）
- クメピポ! 絶対あいたい1001人（2009年4月15日 - 7月29日、毎日放送）
- 水野キングダム（2006年10月 - 、サンテレビジョン・東京MXテレビ・ヨシモトファンダンゴTV）
- タイノッチ（2008年10月14日 - 2010年3月23日、TBSテレビ）
- 笑撃!ワンフレーズ（2009年3月27日 - 2010年9月16日、TBSテレビ）
- 千原ジュニアの映画製作委員会（2009年10月2日 - 2012年12月、チャンネルNECO）
- 笑う妖精（2009年10月 - 2010年12月、テレビ朝日）
- おべんきょじゅにあ（2009年11月28日 - 2010年10月31日、Wiiの間）
- ジャック10（2010年4月14日 - 9月22日、日本テレビ）
- 地球のしゃべり方（2010年10月 - 2011年3月、TBSテレビ）
- 女性ホルモン分泌バラエティー 全力☆が〜る（2011年4月27日 - 10月26日、毎日放送）
- ナダールの穴（2011年10月 -2012年3月、フジテレビ）
- ざっくりハイボール → ざっくりハイタッチ（2011年10月8日 - 2016年3月28日、テレビ東京）
- ジャパーン47Chスーパー!（2011年11月 - 12月、毎日放送）
- 千原芸能社（2012年1月12日 - 2012年3月29日、関西テレビ）
- 千原ジュニアのまぶしいチカラ（2012年4月 - 11月、毎日放送）
- 音楽ヒミツ情報機関 MI6（2012年6月7日 - 2014年3月20日、スペースシャワーTV）
- パテナの神様!（2012年11月7日 - 2013年9月、毎日放送）
- 快脳!マジかるハテナ（2013年2月14日 - 9月、日本テレビ）
- よくぞ行きましたTV（2013年8月13日 - 9月26日、テレビ朝日）
- 超絶 凄ワザ!（2014年4月3日 - 2018年2月26日、NHK総合テレビ）
- OV監督（2014年4月15日 - 2015年9月16日、フジテレビ）
- 千原ジュニアのニッポン格闘技復興委員会（2014年12月28日 - 2015年2月28日、フジテレビONE） - MC
- 白熱ライブ ビビット → ビビット（TBSテレビ）
  - （2015年3月 - 2016年9月）- 木曜レギュラー
  - （2016年10月 - 2019年9月）- 火曜レギュラー
- よもやま〜ジュニアとおやじのつきない話（2015年3月13日 - 2016年3月18日、東海テレビ）
- 千原ジュニアのシュッとしょ!（2014年10月25日 - 2015年3月28日、朝日放送） - ナビゲーター[49]
- ダラケ! 〜お金を払ってでも見たいクイズ〜（2014年10月9日 - 2020年3月23日、BSスカパー!）
- おしゃべりオジサンと怒れる女 → おしゃべりオジサンとヤバい女（2017年4月 - 2018年9月、テレビ東京）[48]
- 北海道からはじ○TV（2017年1月15日 - 10月1日、北海道文化放送） - 3クール[50]
- オトせ!（2017年8月31日 - 2018年、日本テレビ）
- トリニクって何の肉!?（2019年4月9日 - 2022年3月1日、朝日放送）
- ドォーモ「千原ジュニアと九州で人気番組を創る番組」（2019年4月17日 - 2021年3月26日、九州朝日放送） - 毎月第3 - 第5水曜
- 御法度落語おなじはなし寄席!（2021年1月9日 - 6月5日、BS朝日） - ナビゲーター
- ゴゴスマ -GO GO!Smile!-（2021年3月31日 - 2023年3月29日、CBCテレビ） - 水曜コメンテーター[48][51]
- 2分59秒（2021年10月28日 - 2022年10月20日、テレビ朝日） - MC
- 住まいの参観日（2022年3月 - 2023年3月、 BS-TBS）
- 未来会食（2024年1月11日 - 2月2日・8月17日 - 9月7日、テレビ東京）- MC

過去の準レギュラー
- 働くおっさん劇場（フジテレビ） - 副音声
- 虎の門（2004年 - 2008年9月、テレビ朝日） - 準レギュラーゲスト、しりとり竜王、話術王、アタックパネル大喜利25など
- アナ☆ログ（2007年11月25日・2008年8月3日・8月10日、フジテレビ） - ゲストMC
- Perfumeの気になる子ちゃん（2008年10月18日 - 2009年2月7日、日本テレビ）
- 爆笑100分テレビ!平成ファミリーズ（日本テレビ） - 準レギュラーでアキバ家族として出演

#### 特番
現在
- 世界衝撃映像100連発（2009年6月2日 - 、TBS） - MC
- 千原キャスティング株式会社（2015年9月29日 - 、関西テレビ） - 社長
- 土曜スペシャル（テレビ東京）
  - 今日で捨てましょう!（2017年7月1日） - リーダー
  - 千原ジュニアの田舎でみやげ話を探す旅（2017年10月28日 - 2018年5月26日）
  - 千原ジュニアのタクシー乗り継ぎ旅（2019年2月9日 - ）

過去
- 人志松本のすべらない話（2004年12月28日 - 2022年1月29日、フジテレビ）- プレーヤー
- 青春ミッションJ×3（2007年5月4日、NHK総合）
- あらすじで楽しむ世界名作劇場 （2007年6月9日 - 2008年4月2日、日本テレビ）- プレゼンター
- ジュニア千原のすべらない話（2007年8月25日・2008年12月14日、フジテレビ721）- MC
- 笑ってはいけないシリーズ（2007年12月31日 - 2020年12月31日、日本テレビ）- レクリエーションMC（14年以降）
- 人志松本のゆるせない話（2008年2月25日 - 12月29日、フジテレビ）- プレーヤー
- 千原ジュニアの携帯100文通（2008年4月26日、テレビ東京）- MC
- ネタのジャンル決戦!THEおもしろキング（2008年7月4日、テレビ朝日） - MC
- サタデーバリューフィーバー（日本テレビ）
  - かぶけ!数奇者（2008年9月20日） - MC
  - 禁断のウラ事典ザ・タブー（2009年3月28日） - MC
  - まんてん☆トーク（2009年4月4日） - MC
  - はじめてグランプリ（2012年5月5日） - MC
  - 芸能人が教える学校（2013年2月2日） - 担任
- 笑っていいとも!特大号（2008年12月24日 - 2013年12月25日、フジテレビ）
  - 笑っていいとも! グランドフィナーレ 感謝の超特大号（2014年3月31日、フジテレビ）
- 志村&所の戦うお正月（2009年1月1日・2016年1月1日・2017年1月1日、テレビ朝日）- TEAM所 メンバー
- 新春TV放談（2009年1月4日 - 2020年1月2日、NHK総合） - 司会
- 新型芸人オークション キリウリ〜お金のためならここまでやります〜（2009年1月4日・2010年9月22日、TBS）- MC
- 千原ジュニアのソレやろ!（2009年2月5日、朝日放送）- MC
- たのしい動画辞典 見レバワカル!（2009年3月15日、読売テレビ） - MC
- バラエティーニュース キミハ・ブレイク「芸能界恥-1グランプリ」（2009年8月4日、TBS） - 闇の情報屋「J」
- 追跡!あのニュースの続き（2009年8月23日 - 2011年11月20日、フジテレビ） - MC
- ジュニア千原と大輔宮川のすべらない話（2009年9月29日、フジテレビ）- MC
  - ジュニア千原と大輔宮川のすべらない話 THEオーディション（2019年7月20日・2020年1月11日、フジテレビ）- MC
- IPPONグランプリ（2009年12月27日 - 2022年5月21日、フジテレビ） - 23回出場・優勝3回（第7回・第17回・第27回）
- 草彅剛の女子アナスペシャル（2010年1月12日 - 2013年1月7日、フジテレビ）- 進行
- なんなん?（2010年1月23日・2023年12月3日、日本テレビ）- リーダー→MC
- 千原ジュニア・桂吉弥が語る 桂米朝 笑いの世界（2010年3月21日、読売テレビ）
- ジュニア枠（2010年3月31日 - 12月27日、フジテレビ）- MC
- クイズ☆タレント名鑑（2010年4月2日、TBS）- 「ジュニアチーム」リーダー
- 千原ジュニアの俺の知らん芸人教えてin大阪（2010年6月18日、朝日放送）- MC
- 芸能人リアルプライベート旅番組 StarTours（2010年8月1日・2011年4月3日、テレビ東京）
- スパモク!!「クギツゲおもしろ動画SHOW」（2010年8月19日、TBS） - MC
- FNS5000番組10万人総出演! がんばった大賞（2010年9月6日 - 2016年4月4日、フジテレビ）- パネラー
- ジュニアラスタの世界ウィット遺産（2010年10月6日・12月2日、TBS）- MC
- 芸能界ドッキリ辞典 目で見る! ことばショー（2010年12月23日、読売テレビ）- MC
- バラコレ「千原ジュニアのあるある24」（2010年12月28日、テレビ朝日）- MC
- ご奉仕バラエティ アゲ↑アゲ↑プレゼントTV （2011年2月25日・2012年1月1日、フジテレビ） - MC
- 投稿!SUMO頂王（2011年4月8日・5月3日、フジテレビ）- MC
- 金キラ☆ナイト「ジュニア&高島彩のファンファンてれび」 （2011年5月7日、フジテレビ）
- 号泣バラエティー なみだ記念日（2011年10月4日、日本テレビ） - MC
- さんま・ジュニアのまさかのさんマネ〜!（2011年11月5日、関西テレビ）- MC
- お坊さんバラエティー!芸能人駆け込み寺（2011年12月1日・2012年5月17日、TBS） - MC
- 一緒にするな（2012年1月2日、フジテレビ） - MC
- 新発見アートバラエティ『アーホ!』（2012年1月27日 - 2016年11月1日、フジテレビ） - MC
- 芸人ベストパフォーマンス（2012年3月7日 - 2013年9月22日、毎日放送） - MC
- 犬とジュニアのワンダフルリポート（2012年3月31日、朝日放送） - MC
- 日本くぎづけ大学（2012年4月14日 - 2015年12月30日、フジテレビ） - MC
- ダイヤモンドグローブ（2012年6月11日 - 2015年2月9日、フジテレビNEXT）- 司会
- カスペ!（フジテレビ）
  - 日本全国アナウンサー歌うまNo.1決定戦スペシャル（2012年7月10日） - 司会
  - マジか!?（2013年3月5日・7月16日） - MC
- 世紀の限界調査SHOW リミッターズ・ハイ（2012年7月15日・2013年1月29日、関西テレビ）
- お台場政経塾（2012年8月17日 - 2014年1月1日、フジテレビ） - MC
- 芸能界!1万人のイメージVS身内の真実（2012年8月25日 - 2013年4月4日、読売テレビ） - MC
- 結婚できない司会者と嫁いる芸人たち（2012年9月21日 - 2013年10月10日、テレビ朝日） MC
  - ジュニアと田村淳のラブ婚&ダメ婚スペシャル!!（2014年1月14日・3月18日） - MC
- ルームシェア（2012年9月28日、フジテレビ） - MC
- スパニチ!!「脳肉バトル アタマッチョ!」（2012年10月20日、TBS） - MC
- 日本列島ボウリング頂上決定戦2012 〜BOWLINGナンバー1はどの都道府県だ!?〜（2012年12月29日、フジテレビ） - MC
- 千原J&サバンナ高橋 さすらいのアラフォー兄さん（2013年1月4日 - 2014年1月4日、朝日放送）
  - 千原ジュニア&サバンナ高橋の解禁!ウラあるある（2015年1月2日 - 12月26日、朝日放送） - MC
- EXCITING TIME（2013年4月16日・8月25日、フジテレビ）
- ボクとオカンの2人旅 30代芸人が感謝の親孝行（2013年6月2日、関西テレビ） - MC
- あるあるJAPAN（2013年7月1日、TBS） - アシスタント
- ゲスゲスHEAVEN（2013年7月4日、フジテレビ） - MC
- 千原ジュニアのヘベレケ（2013年7月15日 - 2021年3月27日、東海テレビ）- MC
- おらが村のお悩み陳情! 第1次さんま内閣（2013年9月29日、関西テレビ） - 大臣
- 千原ジュニアの更生労働省（2013年10月13日・2014年3月16日、関西テレビ）- MC
- 激突 神ワザ!（2013年10月14日、NHK総合） - 司会
  - 超絶 凄ワザ! 〜東京2020全力応援! 望結の2年後が楽しくなるツアー〜（2018年7月25日、NHK総合） - 司会
- 千原ジュニアの言の葉研究所（2013年11月6日 - 13日、毎日放送）- MC
- オールザッツ漫才（2013年12月30日 - 2017年12月29日、毎日放送）- MC
- 今年も生だよ!笑いっぱなしのお正月!ざっくり新年会（2014年1月1日・2015年1月1日、テレビ東京）- 司会
- 芸能界今でもスゴい!懐かしの100人すべて見せます生放送スペシャル（2014年1月7日、フジテレビ） - MC
- バラエティ司会者芸人 夢の共演スペシャル!!（2014年2月1日、テレビ朝日）
- ジュニア×ミカパンのボクシング講座 〜井上尚弥&八重樫東ダブル世界戦直前SP〜（2014年4月5日、フジテレビ） - MC
- 千原ジュニアの鼓膜（2014年4月24日 - 2016年3月17日、スペースシャワーTV）- MC
- クイズ!?正解は出さないで（2014年5月10日 - 2015年3月28日、日本テレビ）- 生徒
- 坂上ジュニア シリーズ（2014年7月13日 - 2015年3月21日、フジテレビ） - MC
- 気づいちゃった人々2014（2014年12月28日、フジテレビ）- MC
- 超インテリクイズバトル THE 博学（2015年1月2日・9月17日、テレビ朝日）- 解答者
- 今夜はパーリーナイト!（2015年1月7日、日本テレビ） - MC
- 千原ジュニアの粋な夜（2015年1月9日、TBS） - MC
- ハッとしたノートの会 〜人生がちよっと楽しくなる気づき〜（2015年2月15日、中京テレビ） - MC
- ネタの保笑い（2015年4月6日、日本テレビ） - 保笑人
- フルスイング（2015年4月11日、フジテレビ）
- ヒロミ&ジュニアの一体ナンなんだ!?発表会（2015年6月21日、中京テレビ） - MC
  - ずっと引っかかってました。〜ヒロミ&ジュニア 心のとげぬき屋〜（2016年4月12日、中京テレビ） - MC
- ビートたけしのいかがなもの会（2015年8月9日 - 2016年7月31日、テレビ朝日）
- ネクストブレイク（日本テレビ）
  - 笑礼（2015年9月14日・21日） - MC
  - データ×データ=ざわざわするTV（2016年9月14日・21日） - MC
  - ベタなお笑いコント決定戦 ベタコン（2017年1月30日） - MC
- 世界ゼツミョー!宣言（2015年9月24日、読売テレビ） - MC
- 千原ジュニアの暴れん坊シニアにおともします（2015年9月27日、朝日放送）- MC
- 何を隠そう、それが・・・!（2015年12月27日 - 2016年10月6日、フジテレビ） - MC
- 関ジャニ∞のTheモーツァルト 音楽王No.1決定戦（2015年12月28日・2018年3月30日・9月21日、テレビ朝日） - 見届け人
- 芸人キャノンボール 〜公道最速借り物レース〜（2016年1月1日・8月24日、TBS） - 「ジュニアチーム」リーダー
- 超問クイズ! 真実か?ウソか?（2016年1月8日、日本テレビ） - MC
- ヒデ&ジュニアのニッポン超安全サミット 〜知って得する身近なキケン回避法教えます〜（2016年1月22日、フジテレビ） - MC
- 世界へ羽ばたけ!復活!ニッポン遺産（2016年1月24日、テレビ新広島） - MC
- 人生は18歳で決まる!?（2016年2月11日、NHK総合） - 司会
- ちはらくご 〜ジュニアが知りたい噺家の世界〜（2016年3月13日、関西テレビ）- MC
- 解禁!ウラあるあるTHE業界ピラミッド（2016年7月9日、朝日放送） - MC
- 千原ワク×ワク会議（2016年7月13日、日本テレビ） - 議長
- 私的スクープ大賞 みんなニュースキャスター（2016年7月10日・10月14日、テレビ朝日）
- 仰天!マル珍ランキング （2016年7月23日 - 2017年6月6日、テレビ東京）- MC
- 板尾&ジュニアのひづめロマン 〜馬でめぐる街道の旅〜（2016年8月29日、BS朝日）
- カイトリ（2016年9月11日、関西テレビ） - MC
- みんなでナラベカエ（2016年9月19日・26日、テレビ東京） - MC
- オトせ!（2016年11月1日 - 2017年12月12日、日本テレビ）- MC
- ウソかホントかわからない やりすぎ都市伝説 Mr.都市伝説 関暁夫の緊急大予言SP（2016年12月2日、テレビ東京） - MC
  - やりすぎ都市伝説SS 緊急!“人類の未来年表”は残り27年…（2018年5月18日、テレビ東京） - MC
  - ウソかホントかわからない やりすぎ都市伝説2019冬SS 〜Mr.都市伝説 関暁夫 外伝〜（2019年12月28日、テレビ東京） - MC
- ガッカリ名所の楽しみ方教えます よーく見て!細ハッケン★旅行社（2016年12月4日、日本テレビ） - プレセンター
- 人気芸人50人大集合!スキャンダルも大激白 無礼講の宴!大忘年会（2016年12月14日、日本テレビ） - MC
- 華麗なる雑談 古舘とジュニアと〇〇（2016年12月24日、テレビ東京）- MC
  - おしゃべりオジサン ヤバイ・オブ・ザ・イヤー2019（2019年1月3日、テレビ東京）- MC
- 検定王 ～1級ホルダーNo.1決定戦～（2017年1月8日、フジテレビ） - MC
- BSスカパーって知ってますか!? 千原ジュニアの芸能人しか見ちゃいけないTV（2017年1月30日・8月10日、BSスカパー!）- MC
- お客様と10人（2017年3月11日、フジテレビ） - MC
- 勝手に日本一!!発見!〇〇な温泉グランブリ（2017年3月25日、読売テレビ） - MC
- LIVE ザ・リアル! from NHKホール（2017年5月10日、NHK BSプレミアム） - MC
- お取り寄せレストラン（2017年5月28日・2018年5月27日、北海道放送） - 支配人
- FNSソフト工場（フジテレビ系）
  - なんでもトコトン学園（2017年6月25日、北海道文化放送） - MC
  - 千原ジュニアのズバヌけ建もの学（2017年10月13日、テレビ新広島）
  - 時の探求バラエティー 1分のチカラ（2018年10月12日、テレビ新広島） - MC
  - 思わず日本再発見バラエティ さささるじゃぱん（2019年7月26日、北海道文化放送） - 会員
- ハートネットTV（NHK Eテレ）
  - B面談義（2017年6月26日 - 2022年3月14日） - 司会
  - 千原ジュニアのBBキャンプ（2022年8月15日・16日）
- 意外とあるかも!? ガッチリ遺産相続 ～モメないための㊙プラン～（2017年8月5日、テレビ東京） - MC
- 千原ジュニアがゆく（2017年12月17日・2018年10月28日、NHK総合）
- ニュース番外地 モヤモヤハラス（2017年12月27日、毎日放送） - MC
- "ネタ"でニュースが見えてくる!笑えるTIMES（2017年12月29日、関西テレビ） - MC
- 一・二・三!羽生善治の大逆転将棋（2018年1月3日 - 2020年1月2日、NHK BSプレミアム） - 司会
- VSリアルガチ最強生物（2018年2月7日、TBS） - MC
- 旅する落語（2018年4月1日、フジテレビ）- MC
- みんなのスゴイ超えちゃいました（2018年4月19日・26日、テレビ朝日）- MC
- 千原ジュニアのKANSAI美味いもん（2018年4月28日・2019年4月27日、朝日放送） - MC
- 日本伝えばなし（2018年7月24日・12月31日、テレビ朝日） - MC
- #あちこちのすずさん（2018年8月1日 - 2022年8月12日、NHK総合）
- 世の中自由にメッタ斬り!  BSテレ東ってなんだ!? おしゃべりオジサンと怒れる日本人（2018年10月2日、BSテレ東）- MC
- AI育成お笑いバトル 師匠×弟子（2018年10月6日 - 2019年7月6日、NHK BSプレミアム）- MC
- 発達障害って何だろうスペシャル（2018年11月24日、NHK総合） - MC
- 千原ジュニアに見てほしい!こんなに深いぜ静岡県（2019年3月24日、静岡放送）
- 格闘王誕生!ONEチャンピオンシップ2019 日本初上陸SP（2019年3月31日、テレビ東京） - MC
- 超舌!トーク匠（show）（2019年6月27日、読売テレビ） - MC
- ネタ祭り!（2019年8月20日 - 2021年8月3日、朝日放送） - MC
- カバる! 〜あの俳優がカバーしたら〜（2019年9月15日、NHK BSプレミアム） - MC
- ネタXチェンジ（2019年9月27日、読売テレビ） - MC
- 千原ジュニアのリアル近現代100歳さんに聞いてみた（2019年10月6日、メ〜テレ） - MC
- ○万人に聞いた!千原ジュニアの愛知最強（2019年11月26日 - 2022年2月1日、テレビ愛知） - MC
- バッ地理ツアーズ（2020年1月5日、フジテレビ） - MC
- 千原ジュニアプレゼンツ ボクシング王者伝説蘇る名勝負!壮絶KO集（2020年1月20日、BS-TBS）[52]
- クイズ!穴埋めニッポンガイド（2020年3月31日、フジテレビ） - MC
- ピンチをチャンスに変えた!THEグレートジャッジ 〜今を乗り越えるヒントとは?〜（2020年6月16日、朝日放送） - 司会
- 千原ジュニア&陣内智則の名古屋ヤバイもん観光（2020年8月8日、テレビ愛知）
- 日曜THEリアル!「あなたを美しくします! ビューティゴッドハンド」（2020年9月13日、フジテレビ） - MC
- 千原ジュニアと7人の主婦（2020年9月26日、関西テレビ）- MC
- 世にも珍しいお仕事ファイル 〜それって稼げるの!?〜（2020年11月3日、TVQ九州放送） - MC[53]
- 水曜NEXT!「普通に見てきてくれませんか?」（2020年11月5日・12日、フジテレビ） - MC
- 発想転換!世界を変えるシン・キング（2021年8月20日 - 2022年6月18日、NHK総合） - MC
- 千原ジュニアのバンライフB面旅（2021年9月18日 - 2022年3月5日、BS日テレ）
- NHKスペシャル「ジェンダーサイレンス」（2021年11月3日・6日、NHK総合）
- 千原ジュニアのとったモン勝ち 〜GOMIときどき笑い〜（2021年11月6日・2023年5月6日、CBCテレビ）- MC
- 新発見!グッドニュ〜ス大賞2021（2021年12月25日、静岡朝日テレビ） - MC
- 渡辺篤史と千原ジュニアの建もの探訪デラックス（2022年1月2日、テレビ朝日）
- シン・ビジネス（2022年2月13日、テレビ東京） - MC[54]
- あなたの注文履歴見せてください。（2022年3月12日、テレビ東京）- MC
- 怪物に敗れた男たち 〜モンスター井上尚弥が変えた人生〜（2022年3月22日、BS12 トゥエルビ）- ナビゲーター
- 空き家探求バラエティ 千原ジュニアのはは〜んん?!（2022年4月23日、九州朝日放送）
- SDGsで絶好調!（2022年5月7日・2023年2月5日、テレビ東京）- MC
- 笑いの正体（2022年7月5日・12月28日、NHK総合）
- 即興プレッシャーSHOW 笑アセろ（2022年7月9日 - 2023年12月30日、TBS）- MC
- 日曜ビッグバラエティ「迷惑トラブル最前線!」（2022年7月24日・2023年4月16日、テレビ東京）- 司会
- 月バラナイト「切り抜き1ミニッツ」（2022年7月25日・8月1日、TBS） - MC
- 千原ジュニアの愛知あたりまえワールド☆〜あなたの街に新仰天!〜（2022年9月3日、テレビ愛知）- MC
- 土曜プレミアム「ドラフトコント2022」（2022年11月19日、フジテレビ）- キャプテン
- ハッピーをお届け ニュース中部SHOW（2022年12月30日・2023年12月31日、新潟テレビ21・メ〜テレ・静岡朝日テレビ・長野朝日放送・北陸朝日放送）- MC[55][56]
- さまぁ～ず&ジュニアのコレって変じゃね!?（2023年1月3日・12月31日、CBCテレビ）- MC[57]
- おねがい!ワールドディレクターズ（2023年4月1日、テレビ朝日）- MC
- 天才たちのドッキリ 叡智のムダ使い（2023年5月3日、TBS） - スペシャルゲスト
- 検診型バラエティー お笑い患者の病みトーク（2023年6月11日、BSよしもと）- 医者
- ジュニア&くっきー!の絶品食材発見（2023年8月20日・2024年7月27日、テレビ信州）[58]
- 何を隠そう…ソレが!（2023年9月2日 - 2024年3月13日、テレビ東京）- 語り手代表
- 芸能人の前にパパであるべし!PAPAPAダン!!!（2023年10月15日、中京テレビ）- PAPAPA団
- 池上彰×千原ジュニア 激変!日本のおカネ（2023年12月27日・2024年12月30日、BSテレ東）- MC[59]
- 高知放送開局70周年記念特番 千原ジュニアのちゃりキュン!（2024年3月15日、高知放送）[60]
- 千原ジュニア、トラベらせていただきます。（2024年9月25日・2025年3月28日、琉球放送→大分朝日放送）[61][62]
- 太一・イノッチ・ジュニアのいい歳こいて（2024年10月3日、TBS）[63]
- ひろがれ!お笑いピースライブ（2024年11月8日、NHK名古屋放送局）- MC[64]
- #タグづけ（2024年11月18日・25日、テレビ東京）- MC[65]
- 淳×ジュニア×有吉 40歳 - 50歳〜10年観察〜（2024年11月27日、TBS）[66]
- 千原ジュニアの話題沸騰ニュースSHOW 〜世界のドコかで爆売れ中〜（2024年12月7日、TBS）- MC
- ジュニア・秋山の旅喜利（2024年12月28日、テレビ東京）- MC[67]
- 東北&北海道から世界へ!アメイジングご当地映像GP（2024年12月28日、岩手放送）- MC[68]
- 笑神様は突然に…（2025年1月19日、日本テレビ）-「チーム建築好き界隈」メンバー
- 千原ジュニアのウォーキング大喜利 ウォーギリ（2025年2月23日、仙台放送）- MC
- 東京去る人、来る人（2025年3月22日、 BSフジ） - MC
- ダブルインパクト～漫才&コント 二刀流No.1決定戦～（2025年7月21日、日本テレビ・読売テレビ） - 審査員
- コントラスト（2025年8月22日・8月29日、日本テレビ）- MC

### インターネット配信
現在
- ABEMA的ニュースショー（2018年10月7日 - 、AbemaNews） - MC

過去
- 千原ジュニアのキング・オブ・ディベート（2016年9月25日 - 2018年9月25日、AbemaNews）
- 千原○ニアの○○-1GP（2017年7月 - 9月、Amazon Prime Video）
- 千原ジュニアの居酒屋たこしげ（2018年2月17日 - 2020年3月14日、大阪チャンネル）
- HITOSHI MATSUMOTO presents ドキュメンタル（2018年4月20日・2021年2月26日・12月3日、Amazon Prime Video） - シーズン5・シーズン9・シーズン10出演
- 千原ジュニアの名車再生プロジェクト（2018年12月14日 - 2019年9月30日、Discovery TURBO）
- 街録ch〜あなたの人生、教えて下さい〜（2021年1月・4月、YouTube）
- 2分59秒（2021年10月6日 - 2022年9月14日、ABEMA） - MC[69]
- お笑いストリートファイト（2023年8月9日 - 9月13日、ABEMA） - 立会人

### ラジオ
- オールナイトニッポン（ニッポン放送）
  - 千原ジュニアのオールナイトニッポンR（2008年3月22日）
  - 千原ジュニアのオールナイトニッポン（2008年8月25日、2012年8月27日）
  - 千原ジュニアのオールナイトニッポンGOLD（2013年3月29日）
  - 千原ジュニアと鈴木幹也のオールナイトニッポンGOLD（2013年8月16日）
- 千原ジュニアのRPM GO!GO!（2010年10月 - 2016年3月26日、ニッポン放送）
- アッパレやってまーす! 火曜日（2014年4月 - 2015年3月、MBSラジオ)
- 音だけで笑わせろ 「耳1グランプリ」（2021年12月 -  、NHK-FM）

### テレビドラマ
- バカヤロー!2000 ニッポン人の怒りが爆発する!!「パの字でつまずくなんて」（2000年3月29日、日本テレビ）
- ドラマDモード『深く潜れ〜八犬伝2001〜』（2000年、NHK総合テレビ） - 及川正人
- 連続テレビ小説 『ほんまもん』（2001年10月 - 2002年3月、NHK総合テレビ）
- 火曜ドラマゴールド『松本清張スペシャル 地方紙を買う女』（2007年1月、日本テレビ） - 庄田昭夫
- 翼の折れた天使たち『第三夜「時」』（2007年2月、フジテレビ）
- ドラマ8『バッテリー』（2008年、NHK総合テレビ） - 戸村真
- 日曜劇場 『ぼくの妹』（2009年、TBSテレビ） - 九鬼研次
- 木下部長とボク第6話、最終話（2010年、読売テレビ） – 白井
- 新・ミナミの帝王シリーズ（2010年9月21日 - [注 1]、関西テレビ・フジテレビ系） - 主演・萬田銀次郎
- トレース〜科捜研の男〜（2019年、フジテレビ） ‐ 壇浩輝
- ウソかホントかわからない やりすぎ都市伝説 ザ・ドラマ（2021年3月25日、Paravi[70]・2021年4月6日 - 5月4日、テレビ東京） ‐ ストーリーテラー
- ミステリと言う勿れ 第5話・第11話・最終話（2022年2月7日・3月21日・28日、フジテレビ） - 羽喰玄斗

### 映画
- 岸和田少年愚連隊 血煙り純情篇（1997年） - 主演・リイチ
- ポルノスター（1998年） - 主演・荒野
- HYSTERIC（2000年） - 主演・智彰 ※第10回日本映画プロフェッショナル大賞 主演男優賞 受賞
- UNCHAIN（2001年） - ナレーション
- RUSH!（2001年） - 徹
- セクシードリンク大作戦〜神様のくれた酒（2002年）
- 岸和田少年愚連隊 カオルちゃん最強伝説 EPISODE FINAL スタンド・バイ・ミー（2002年） - リイチ
- MOON CHILD（2003年）
- 1 イチ（2003年） - 鬼鮫
- ナイン・ソウルズ（2003年） - 車一馬
- カミナリ走ル夏（2003年） - ハジメ
- 難波金融伝・ミナミの帝王スペシャル Ver.50 金貸しの掟（2004年） - 川谷
- 日が暮れても彼女と歩いてた（2006年） - シンジ
- 桜と印籠（2008年） - 主演・水戸黄門の子息
- ストリートファイター ザ・レジェンド・オブ・チュンリー（2009年） - バルログ（吹き替え）
- 無知との遭遇 CLOSE ENCOUNTERS OF THE STUPID（2010年） - 主演・本人
- オムライス（2011年）
- 新・ミナミの帝王 劇場版（2017年1月14日） - 主演・萬田銀次郎
- ごっこ（2018年10月20日） - 主演・城宮文男
- 次元を超える TRANSCENDING DIMENSIONS（2025年10月17日公開予定） - 阿闍梨[71][72]

### 舞台
- ヒミズ（2004年）
- 尋常人間ZERO（2008年）
- CROWN〜眠らない、夜の果てに…/劇団EXILE（2008年5月）

### CM
- ホールズ（2007年）
- Xbox 360 NINJA GAIDEN2（2008年）
- トヨタ・ラッシュ ちっちゃイイ話（2008年）
- サッポロビール ドラフトワン（2009年）
- オロナミンC（2010年）
- Kyotei（2010年）
- 吉野家
  - 「麦とろ牛皿御膳」（2015年）- ナレーション
  - 「復活豚丼」（2016年4月）
- パートナーエージェント（2015年）- イメージキャラクター
- 日本マクドナルド「45周年 みんなの愛で大復活」（2016年10月）
- ホテル三日月（2018年6月）
- モンスト”ヤバババーン”（2018年12月）
- サントリー「のんある気分」（2019年3月）
- パイオニア「NP1」（2022年3月）
- レック「ふわるん N マスク」（2022年11月）[73]

## 作品

### 連載
- 千原ジュニアの『ニュース』なジャーナリズム（『マリ・クレール』2008年3月号〜、2009年5月号までのタイトルは「千原ジュニアのニュース鋭角斬り!」）
- 音楽と芸人（『音楽と人』）
- ジュニア事件簿（『月刊EXILE』2008年8月号 - 12月号）
- 千原ジュニアのコラム（TV Bros. 隔号）
- 千原ジュニアの「公開メール」（『月刊EXILE』）
- 想像書評（CIRCUS）
- うたがいの神様（『papyrus』2009年 -）
- 2009～2012映画の旅（『月刊スカパー!!TVガイド』2009年 -）
- JPP～ジュニアプレゼントプロジェクト（『Quick Japan』太田出版、2009年 -）
- すなわちトイレは宇宙である（『SPA!』2010年 - 2017年）
- 大J林（『SPA!』2017年 -）
- 「囚囚囚囚（トラトラトラトラ）」（『SPA!』2021-）

### 映像作品
- 囚（2003年5月28日、R and C）
- 囚 040229（2004年5月26日、R and C）
- -詩- 05 TOUR（2005年6月29日、R and C）
- 6人の放送作家と1人の千原ジュニア（2006年7月19日、R and C）
- 2014 千原ジュニア40歳LIVE「千原ジュニア×□」（2014年8月27日、R and C）
- オモクリ監督 千原ジュニア監督作品集（2015年9月15日、R and C）
- 千原ジュニア/1P（2018年8月22日、R and C）
- にけつッ!!（2009年3月18日、R and C）1〜

### 書籍
- 答え（2004年、リトルモア）
- 少年（2005年、リトルモア）
- 千原ジュニアの題と解（2006年、太田出版）
- 14歳（2007年、講談社）のちに幻冬舎より文庫化
- 3月30日（2008年、講談社）第25回織田作之助賞候補作
- 千原ジュニアの題と解 O型編（2008年、太田出版）
- 千原ジュニアのシャインになる君へ!（2009年、泰文堂）対談集
- 西日の当たる教室で（2009年、双葉社）
- うたがいの神様（2011年、幻冬舎）のちに文庫化
- すなわち、便所は宇宙である（2011年、扶桑社）
- とはいえ、便所は宇宙である（2012年、扶桑社）
- あながち、便所は宇宙である（2013年、扶桑社）
- はなはだ、便所は宇宙である（2014年、扶桑社）
- このたび、便所は宇宙である（2016年、扶桑社）
- これにて、便所は宇宙である（2017年、扶桑社）
- 千原Bros.（2013年、三栄書房）千原兄弟名義
- 裁判長!ここは懲役4年でどうすか (2008年、新潮社) 漫画版へ傍聴体験のエピソードを1話提供。また、対談が収録されている。
- 大J林（2021年、扶桑社）
- 嗚呼 蝶でありたい（2023年、扶桑社）

### その他
- 藤子・F・不二雄大全集『ドラえもん』3巻（2009年、小学館） - 解説を執筆。